# Photo Marketing Association International
Photo Marketing Association International ist ein US-amerikanischer Foto-Verband mit 20.000 Mitgliedern in über 100 Ländern. Er war Veranstalter von gleichnamigen Fachmessen, die jährlich in Las Vegas, Nevada und in Orlando, Florida stattfinden. Seit 2012 trägt die Messe den Namen PMA@CES, was ihre Verschiebung auf die Consumer Electronics Show widerspiegelt, eine große jährliche Fachmesse für Unterhaltungselektronik, die ebenfalls in Las Vegas stattfindet.
Der Verband ermittelt regelmäßig Statistiken zur Fotografie-Branche.
Die PMA International Convention and Trade Show ist häufig die Gelegenheit für die öffentliche Vorstellung wichtiger Imaging-Produkte. Die größte Konkurrenz dieser Messe ist die Photokina, die in geraden Jahren in Köln stattfindet.